# 武田信滿
武田信滿（日语：／ Takeda Nobumitsu，？—1417年2月22日）是日本室町時代前期武將，武田氏第13代家督。第12代家督武田信春之長子。 

## 生平
應永20年（1413年）父親武田信春逝世後繼承家督之位。室町時代甲斐國設置為關東8國之一，受鎌倉公方及其副手關東管領所支配及管轄。根據『鎌倉大草紙』，應永23年（1416年）10月鎌倉公方足利持氏及前關東管領上杉氏憲（禪秀）在鎌倉對立而激發上杉氏憲叛亂（稱為"上杉禪秀之亂"）。因武田信滿是氏憲的小舅，甲斐在此叛亂時的情況未明。
根據『鎌倉大草紙』記載，上杉禪秀之亂於10月2日以持氏叔父足利滿隆及持氏之弟足利持仲的士兵於鎌倉攻擊鎌倉公方御所開始，持氏及上杉憲基因而分別出走駿河及越後。持氏到駿河國投靠今川範政（静岡縣裾野市）。然後，室町幕府將軍足利義持支持足利持氏，向上杉禪秀發御教書下令今川範政、越後守護上杉房方向鎌倉出兵平亂。應永24年（1417年）正月10日，上杉禪秀的勢力滅亡，10月17日足利持氏返回鎌倉。
根據『鎌倉大草紙』，平亂後足利持氏向禪秀一方的支持者追究討伐，信滿因為上杉憲宗的關係被討伐軍攻打。應永24年2月6日被記載於「都留郡十賊山（とくさやま）」自盡。「十賊山」是都留郡、山梨郡、八代郡位於三郡境間的山。根據『武田源氏一統系圖』，與禪秀結婚的信春女兒聲稱在「藤渡的川邊」自殺。信滿的墓所在甲州市大和町木賊的棲雲寺。
根據『鎌倉大草紙』，信滿的法名是「明庵道光」，而棲雲寺有牌子寫上「棲雲寺殿明庵公大居士」，甲府市長松寺的牌子及『武田源氏一統系圖』記載是「長松寺殿」。
信滿的逝世及滅亡令甲斐守護的職位懸空，其後鎌倉公方與室町將軍的鬥争演變成甲斐國國人騒亂。應永二十五年（1418年）二月，幕府為制衡鎌倉公方及與鎌倉府關係親密的中務大輔逸見有直，將軍足利義持令在高野山出家的信滿弟弟武田信元（穴山滿春）還俗，出任甲斐守護，同時令信濃守護小笠原政康提供支援，信滿次子武田信長也站在了信元一方。接到武田信長在甲斐捲土重來的消息，鎌倉公方足利持氏派遣刑部大輔一色持家率軍前往甲斐，但被武田信長擊敗。
應永28年（1421年）推定4月28日足利義持御内書下命武田信重（三郎入道）補任甲斐守護，可見當時叔父武田信元已經逝世。但是此期間國人跡部氏専横強制驅逐信重之侄武田伊豆千代丸，亦反對信重會甲斐。此乃武田家最低落的時代。